# Pietro Massimo
Pietro Massimo (Roma, 1420 circa – Roma, 1489) è stato un mercante italiano, noto soprattutto per aver ospitato in casa propria la tipografia di Conrad Sweynheym e Arnold Pannartz.

## Biografia
Primogenito del ricco mercante e speziale Massimo di Lello di Cecco e di Francesca di Mancino de Lutiis (morta nel 1447), lavorò nella spezieria del padre in piazza della Rotonda e, dopo la morte del padre (1465) diresse un'altra attività commerciale situata presso la sua abitazione nel Parione in società con Antonio de Personis. Aveva ereditato dal padre numerose  proprietà immobiliari e numerose attività commerciali, tra le quali l'allevamento del bestiame, e finanziarie, la più redditizia delle quali fu un banco a Campo de' Fiori gestito assieme al fratello Francesco (morto nel 1471).
Un'abitazione di proprietà di Pietro Massimo in Campo de' Fiori ospitò tra il 1467 e il 1476 la tipografia di Conrad Sweynheym e Arnold Pannartz, come si desume dal colophon in lingua latina: «Romae in domo Petri de Maximo» (o de Maximis o de Maximis civis Romani). Nei soli incunaboli stampati nel 1470 il colophon menziona anche il fratello Francesco: «Romae in domo Petri & Francisci de Maximis iuxta Campum Flore» (in italiano: "In Roma, in casa di Pietro e Francesco de Maximis presso Campo de' Fiori"). Probabilmente la stessa casa ospiterà nel secolo successivo le officine tipografiche di Eucharius Silber e di Antonio Blado.
Come suo padre, Pietro Massimo ricoprì alcuni incarichi pubblici (Depositario dello Studium Urbis nel 1471, conservatore nel 1480, membro di una missione diplomatica presso Ferdinando d'Aragona nel 1482); inoltre si occupò dei problemi ereditari o matrimoniali dei familiari. Lasciò erede universale il figlio Domenico, che venne ritenuto l'uomo più ricco di Roma del suo tempo, al quale fece sposare Giulia Maddaleni Capodiferro, un'aristocratica. Inaugurò così l'operazione per mezzo della quale una facoltosa famiglia di estrazione popolare attraverso una falsificazione genealogica fece risalire le origini a personaggi dell'antica Roma.